# Nissan Terrano
Nissan Terrano — компактный кроссовер, разработанный в техноцентре французской компании Renault в Гвианкуре и с 2013 года выпускаемый под именем Nissan Terrano как продукт ребеджинга модели Renault Duster первого поколения. Предназначался исключительно для рынков России и Индии. На индийском рынке был представлен с 2013 по 2019 год, на российском — с 2014 по 2022 год.
Ранее именем Nissan Terrano обозначались технически совсем другие автомобили — рамные внедорожники, первые два поколения внедорожника Nissan Terrano, также известные на ряде рынков под именем Nissan Pathfinder) (1985—2005 годы выпуска) и Terrano II/Mistral (1999—2006 г. в.)).

## Дебют в России
Nissan Terrano дебютировал в России в 2014 году, став самым доступным автомобилем модельного ряда Nissan. Внедорожник встал на конвейер московского завода «Автофрамос», где выпускается по сей день. Модель была представлена в четырех комплектациях: Comfort, Elegance, Elegance Plus и Tekna. Они отличались по уровню оснащенности и комфорта.
Производитель утверждал, что Terrano «унаследовал гены легендарных внедорожников Nissan». Это читалось как во внешности модели, так и в технических характеристиках: в частности, автомобиль получил фирменную V-образную решетку радиатора и конструкцию, приспособленную к поездкам по бездорожью.
Nissan Terrano оснащался багажным отделением в 408 литров для полноприводной модификации и 475 л для версии с передним приводом. При сложенных сидениях заднего ряда объем багажного отсека в переднеприводном Nissan Terrano увеличивался до 1636 л.
С июня 2015 года Nissan Terrano в комплектации Tekna оснащался новыми кожаными сиденьями с регулировкой по высоте.

## Обновление 2016 года
В 2016 году произошло первое серьезное обновление Nissan Terrano на российском рынке. Изменения коснулись трансмиссии, интерьера и оборудования модели.
Как и предыдущая версия, Nissan Terrano 2016 модельного года был оснащен бензиновым двигателем объемом 1,6 л и мощностью 114 л. с. Автомобиль с данным типом мотора был доступен с 5- или 6-ступенчатой МКПП в конфигурации с передним и полным приводом соответственно. Новая автоматическая трансмиссия стала доступна в версиях с 2-литровым двигателем мощностью 143 л. с. Nissan Terrano с данным типом двигателя также получил 6-ступенчатую МКПП.
На приборной панели появились индикаторы переключения передачи, температуры окружающей среды и экологичности вождения. Также изменилось расположение приборов на центральной консоли автомобиля.
В салоне обновленного Nissan Terrano появилась лампа освещения сзади, дополнительная розетка. Лючок бензобака автомобиля стало возможно открыть изнутри и без помощи ключа.

## Обновления 2017 и 2018 модельных годов
В 2017 году Nissan Terrano вновь обновился. Автомобиль получил дооснащение и новый интерьер, разработанный с учетом локальных условий эксплуатации и требований российских покупателей. Полный список новых опций Nissan Terrano 2017 года выглядит следующим образом:
- круиз-контроль с функцией ограничения скорости;
- система «ЭРА-ГЛОНАСС»;
- система удаленного запуска двигателя;
- подогрев лобового стекла;
- навигационной системой с 7-дюймовым дисплеем;
- камеру заднего вида;
- подрулевой джойстик для управления аудиосистемой;
- белая подсветка бортового компьютера и центральной консоли;
- более износостойкие материалы сидений.[8]

Еще одно обновление Nissan Terrano произошло в 2018 году. Основные изменения коснулись комплектации повышенного комфорта Elegance Plus: в нее встроили 7-дюймовый дисплей мультимедийной системы с навигацией и камерой заднего вида. Ранее эти опции были доступны в самой оснащенной комплектации Tekna. В комплектации Comfort изменился материал интерьера, а в версии Elegance представили новые легкосплавные диски 16’’. Во всей линейке комплектаций обновленного Nissan Terrano также стал доступен новый цвет — коричневый металлик.

## Обновление 2019 года
В 2019 году комплектации Nissan Terrano Elegance Plus и Tekna обновились ещё раз — автомобиль получил поддержку систем Apple CarPlay и Android Auto. У водителей появилась возможность выводить на 7-дюймовый экран мультимедийной системы онлайн-карты Apple и Google, видеть дорожную ситуацию в реальном времени, слушать подкасты и аудиокниги, набирать SMS голосом с помощью Siri и Google Assistant. При этом остались доступны штатные карты мультимедийной системы Nissan Connect.
Среди прочего оборудования Nissan Terrano производитель выделяет дистанционный запуск двигателя, который позволяет прогреть или охладить автомобиль перед поездкой, электрообогрев лобового стекла.